# Torralbasia cuneifolia
Torralbasia cuneifolia är en benvedsväxtart. Torralbasia cuneifolia ingår i släktet Torralbasia och familjen Celastraceae.

## Underarter
Arten delas in i följande underarter:
- T. c. cuneifolia
- T. c. verrucosa
- T. c. rotundata